# Kairat Futbol Kluby
O FC Kairat Almaty, mais conhecido como Kairat Almaty ou simplesmente FC Kairat, é uma das maiores equipes de futebol do Cazaquistão. Tem sede na cidade de Almaty e atualmente disputa a Primeira Divisão do Cazaquistão.

## Estádio Central
O estádio central de Almaty foi construído em 1958, localizado no endereço: 48 Abay Ave., Almaty. O estádio é uma estrutura de planta oval, dividida por inserções em 4 estandes: norte, oeste, sul e leste. A capacidade total dos estandes é de 23 804 lugares, eles são todos numerados. Os assentos são montados em cantos de metal, proporcionam conforto e formam a forma do visualizador. A altura mínima das costas é de 38 cm. O estádio central está equipado com instalações de iluminação (holofotes) com o objetivo de possibilitar eventos à noite. O nível de luz é 1400 lux. A superfície do campo de futebol: superfície natural da grama, uniforme e lisa, em boas condições. Jogos em campo podem ser realizados durante toda a temporada do jogo. Dimensões do campo - 105m x 68m. A primeira partida oficial do Kairat na liga principal foi realizada no estádio central de Almaty. Em 10 de abril de 1960, o jogo de estreia contra o Almirantado de Leningrado terminou empatado em 0 a 0.

## História
O Kairat FC foi fundado em 1954 com base no Dynamo Almaty. De acordo com as decisões do Presidente do Conselho Central de Sindicatos da União Soviética da União Soviética (27 de abril de 1956) e do Conselho de Ministros da SSR do Cazaque (1 de junho de 1956), como resultado da fusão da JV "Colheita" com a "Fazenda Coletiva", em 18 de junho de 1956. Foi criada uma nova Sociedade Voluntária de Esportes Rurais (DSSO) da SSR do Cazaquistão. Eles deram a ele um nome - "Kairat". Desde julho, o time de futebol da classe B, Harvest (Alma-Ata), passou a se chamar Kairat.

## Elenco atual
Última atualização: 5 de junho de 2025.

## Títulos
| NACIONAIS | NACIONAIS                | NACIONAIS | NACIONAIS                                                         |
|           | Competição               | Títulos   | Temporadas                                                        |
| --------- | ------------------------ | --------- | ----------------------------------------------------------------- |
|           | Campeonato Cazaque       | 4         | 1992, 2004, 2020 e 2024                                           |
|           | Copa do Cazaquistão      | 10        | 1992, 1996–97, 1999–00, 2001, 2003, 2014, 2015, 2017, 2018 e 2021 |
|           | Supercopa do Cazaquistão | 2         | 2016 e 2017                                                       |
|           | Segunda Divisão Cazaque  | 1         | 2009                                                              |

{| border="2" cellpadding="3" ]]
|-
|- bgcolor=#CCCCCC"" align="center"
! colspan="4" style="background: white;"| NACIONAIS NA URSS
|- bgcolor="white" align="center"
! width="80"|
! width="260"|Competição
! width="80"|Títulos
! width="380"|Temporadas
|-
! align="center" rowspan="1" | 
! align="center" rowspan="1" | Segunda Divisão Soviética
! rowspan="1" | 2
| rowspan="1" | 1976 e 1983
|-
|}